# بياتريكس فاراند
بياتريكس فاراند (بالإنجليزية: Beatrix Farrand)‏ هي مهندسة معمارية ومهندسة المناظر الطبيعية أمريكية، ولدت في 19 يونيو 1872 في نيويورك في الولايات المتحدة، وتوفيت في 28 فبراير 1959 في Mount Desert Island ‏ في الولايات المتحدة.